# Pegomya myoidae
Pegomya myoidae är en tvåvingeart som först beskrevs av Robineau-desvoidy 1830.  Pegomya myoidae ingår i släktet Pegomya och familjen blomsterflugor.
Artens utbredningsområde är Frankrike. Inga underarter finns listade i Catalogue of Life.